# Ћазим Лачи
Ћазим Лачи (алб. Qazim Laçi; Пишкопеја, 19. јануар 1996) је албански професионални фудбалер који игра на позицији централног везног за чешки прволигашки клуб Спарту из Прага и репрезентацију Албаније.

## Играчка каријера

### Клубови
Лачи је практично поникао у грчком клубу Олимпијакос. У првој сезони новостворене Омладинске лиге УЕФА учествовао је у групној фази, играјући у мечевима против омладинских селекција ПСЖ, Андерлехта и Бенфике. У наредној сезони Омладинске лиге УЕФА 2014/15, постао је првотимац Олимпијакоса, играјући у утакмицама против Атлетико Мадрида, Малмеа и Јувентуса и „Рудар“. Постигао је голове на два меча и то поједан против Малмеа и један Јувентуса. Дана 3. фебруара 2016. године на утакмици Купа Грчке Астераса дебитовао је у првом тиму грчког клуба..
У јуну 2016. прелази у Апоел на позајмицу[. У јануару 2017. позајмица је прекинута, Лачи се вратио у Олимпијакос без одигравања ниједног меча за клуб. Дана 8. јануара је позајмљен Левадијакосу до краја сезоне а 14. јануара, у мечу против Верије, Лачи је дебитовао за нови клуб.
У лето 2017. прелази у француски Ајачо на позајмицу а 4. августа, у мечу против Бреста,је дебитовао у француској Лиги 2[. Дана 18. августа, у утакмици против Париза, постигао је први гол за нови клуб.
У 2022. години постаје играч чешког клуба Спарта из Прага а 12. фебруара 2023. у мечу против Бохемије 1905 дебитовао је у чешкој Фортуна лиги. Лачи је 30. септембра у утакмици против Викторије Плзењ дебитовао за чешки клуб.

### Репрезентација
У утакмици УЕФА Лиге нација против репрезентације Литваније, 7. септембра 2020. године, Лачи је дебитовао за репрезентацију Албаније а 8. септембра 2021. у утакмици против репрезентације Сан Марина постигао је свој први гол за репрезентацију..

## Остварења
Олимпијакос
- Суперлига Грчке у фудбалу: шампион 2015–16.
- Куп Грчке у фудбалу: победник 2014–15, финалиста: 2015–16.

Спарта Праг
- Прва лига Чешке у фудбалу: шампион 2022–23,[26] 2023–24.[27]
- Куп Чешке: победник 2023–24.[28]